# مأمور زخمی
مامور زخمی (انگلیسی: Officer Down) فیلمی در ژانر اکشن، درام، جنایی، و مهیج به کارگردانی برایان ای. میلر است که در سال ۲۰۱۳ منتشر شد. از بازیگران آن می‌توان به استیون درف اشاره کرد.